# Luis Marcelo Torres
Luis Marcelo Torres (Temperley, Buenos Aires, Argentina; 6 de noviembre de 1997) es un futbolista argentino que juega como delantero y su equipo actual es Gimnasia y esgrima La Plata de la Liga Profesional Argentina.
Fue internacional con la Selección de fútbol sub-20 de Argentina. Vistiendo la camiseta de la selección Argentina (10 partidos - 7 goles) fue el máximo goleador en el Sudamericano U-20 (Ecuador 2017) con 5 tantos.

## Trayectoria

### Boca Juniors
Arribó a las inferiores «Xeneizes» comenzando así su carrera dentro del club. En el año 2016, luego del progresivo recorrido por el fútbol base del club fue promovido a la reserva del equipo, de la mano de Rolando Schiavi, entonces director técnico de la reserva.
Luego de sus buenas actuaciones en la reserva y en las divisiones juveniles firmó su primer contrato profesional con el club, a finales de 2016. Debutó como profesional en un amistoso contra Nacional de Uruguay disputado en Asunción, Paraguay. Entraría a los 30 minutos del segundo tiempo, partido el cual ganaría Boca en la tanda de penales. A partir de ahí comenzó a ser parte del plantel profesional de esa temporada (2016/2017), alternando con reserva.

### Talleres
En agosto de 2017 llega a Talleres en concepto de préstamo con cargo de US$ 100 mil por un año de y opción de compra de US$ 3 millones por el 50% de los derechos económicos.

### Banfield
En julio de 2018 debido a la gran cantidad de delanteros en Boca, es cedido al taladro por un año con opción de compra.

### Pafos FC
En julio de 2019 debido nuevamente a la sobrepoblacion de delanteros en Boca, es cedido al club chipriota por un año. El club compró el 50 por ciento de los derechos a Boca Juniors al finalizar la temporada.

### Akritas Chlorakas
En enero de 2022 es cedido al Akritas Chlorakas de la Segunda División chipriota, club en donde logra un histórico ascenso, convirtiendo 7 goles en 12 partidos jugados.

## Selección nacional

### Sudamericano Sub-20
Forma parte del Campeonato Sudamericano de Fútbol Sub-20 de 2017 disputado en Ecuador. Fue convocado por Claudio úbeda, al igual que sus dos compañeros de Boca Juniors, el volante Julián Chicco y el lateral derecho Nahuel Molina.
Ingresó unos minutos en el debut de Argentina frente a su par de Perú. Fue titular en el encuentro que la Campeonato Sudamericano de Fútbol Sub-20 de 2017 disputaría frente a Uruguay, terminando en un empate con marcador de 3 a 3. En dicho partido el «Chelo» convertiría dos goles.
Luego de su gran actuación frente a la selección «Charrúa», volvería a repetir su lugar dentro del 11 inicial y volvería a marcar un doblete, esta vez frente a Bolivia.

### Detalle
| \| # \| Fecha \| Estadio \| Local \| Resultado \| Visitante \| Goles \| Asist. \| Competición \| \| ----- \| ----------- \| ---------------------------------------------------- \| --------- \| --------- \| --------- \| ---------------- \| ------ \| ------------------- \| \| 1 \| 19-01-2017 \| Estadio Olímpico de Ibarra, Ibarra, Ecuador \| Argentina \| 1:1 \| Perú \| \| \| Sudamericano Sub-20 \| \| 2 \| 21-01-2017 \| Estadio Olímpico de Ibarra, Ibarra, Ecuador \| Argentina \| 3:3 \| Uruguay \| -Jugada; cabeza- \| \| Sudamericano Sub-20 \| \| 3 \| 23-01-2017 \| Estadio Olímpico de Ibarra, Ibarra, Ecuador, Ecuador \| Argentina \| 5:1 \| Bolivia \| -Cabeza;jugada- \| 1 \| Sudamericano Sub-20 \| \| 4 \| 27-01-2017 \| Estadio Olímpico de Ibarra, Ibarra, Ecuador, Ecuador \| Argentina \| 0:0 \| Venezuela \| \| \| Sudamericano Sub-20 \| \| 5 \| 30-01-2017 \| Estadio Olímpico Atahualpa, Quito, Ecuador, Ecuador \| Argentina \| 0:3 \| Uruguay \| \| \| Sudamericano Sub-20 \| \| 6 \| 02-02-2017 \| Estadio Olímpico Atahualpa, Quito, Ecuador, Ecuador \| Argentina \| 2:1 \| Colombia \| -Jugada- \| \| Sudamericano Sub-20 \| \| 7 \| 11-02- 2017 \| Estadio Olímpico Atahualpa, Quito, Ecuador, Ecuador \| Argentina \| 2-0 \| Venezuela \| \| 1 \| Sudamericano Sub-20 \| \| Total \| \| Presencias \| 7 \| \| Goles \| 5 \| 2 \| \| |             |                                                      |           |           |           |                  |        |                     |
| |             |                                                      |           |           |           |                  |        |                     |
| # | Fecha       | Estadio                                              | Local     | Resultado | Visitante | Goles            | Asist. | Competición         |
| 1 | 19-01-2017  | Estadio Olímpico de Ibarra, Ibarra, Ecuador          | Argentina | 1:1       | Perú      |                  |        | Sudamericano Sub-20 |
| 2 | 21-01-2017  | Estadio Olímpico de Ibarra, Ibarra, Ecuador          | Argentina | 3:3       | Uruguay   | -Jugada; cabeza- |        | Sudamericano Sub-20 |
| 3 | 23-01-2017  | Estadio Olímpico de Ibarra, Ibarra, Ecuador, Ecuador | Argentina | 5:1       | Bolivia   | -Cabeza;jugada-  | 1      | Sudamericano Sub-20 |
| 4 | 27-01-2017  | Estadio Olímpico de Ibarra, Ibarra, Ecuador, Ecuador | Argentina | 0:0       | Venezuela |                  |        | Sudamericano Sub-20 |
| 5 | 30-01-2017  | Estadio Olímpico Atahualpa, Quito, Ecuador, Ecuador  | Argentina | 0:3       | Uruguay   |                  |        | Sudamericano Sub-20 |
| 6 | 02-02-2017  | Estadio Olímpico Atahualpa, Quito, Ecuador, Ecuador  | Argentina | 2:1       | Colombia  | -Jugada-         |        | Sudamericano Sub-20 |
| 7 | 11-02- 2017 | Estadio Olímpico Atahualpa, Quito, Ecuador, Ecuador  | Argentina | 2-0       | Venezuela |                  | 1      | Sudamericano Sub-20 |
| Total |             | Presencias                                           | 7         |           | Goles     | 5                | 2      |                     |

### Participaciones con la selección
| Torneo              | Sede          | Resultado     | Partidos | Goles |
| ------------------- | ------------- | ------------- | -------- | ----- |
| Sudamericano Sub-20 | Ecuador       | Cuarto puesto | 7        | 5     |
| Copa Mundial Sub-20 | Corea del Sur | Primera ronda | 3        | 2     |

## Estadísticas

### Clubes
| Club | Div.          | Temporada     | Liga  | Liga  | Liga   | Copas nacionales(1) | Copas nacionales(1) | Copas nacionales(1) | Torneos internacionales(2) | Torneos internacionales(2) | Torneos internacionales(2) | Total(3) | Total(3) | Total(3) | Media goleadora |
| Club | Div.          | Temporada     | Part. | Goles | Asist. | Part.               | Goles               | Asist.              | Part.                      | Goles                      | Asist.                     | Part.    | Goles    | Asist.   | Media goleadora |
| --- | ------------- | ------------- | ----- | ----- | ------ | ------------------- | ------------------- | ------------------- | -------------------------- | -------------------------- | -------------------------- | -------- | -------- | -------- | --------------- |
| Talleres Argentina | 1.ª           | 2017-18       | 13    | 3     | 2      | 1                   | 0                   | 0                   | 0                          | 0                          | 0                          | 14       | 3        | 2        | 0,21            |
| Talleres Argentina | Total club    | Total club    | 13    | 3     | 2      | 1                   | 0                   | 0                   | 0                          | 0                          | 0                          | 14       | 3        | 2        | 0,21            |
| Banfield Argentina | 1.ª           | 2018/19       | 10    | 1     | 0      | 2                   | 0                   | 0                   | 3                          | 0                          | 0                          | 15       | 1        | 0        | 0,07            |
| Banfield Argentina | Total club    | Total club    | 10    | 1     | 0      | 2                   | 0                   | 0                   | 3                          | 0                          | 0                          | 15       | 1        | 0        | 0,07            |
| Pafos F.C. Chipre | 1.ª           | 2019-20       | 5     | 2     | 3      | 1                   | 0                   | 0                   | —                          | —                          | —                          | 6        | 2        | 3        | 0,33            |
| Pafos F.C. Chipre | 1.ª           | 2020-21       | 30    | 7     | 0      | 0                   | 0                   | 0                   | —                          | —                          | —                          | 30       | 7        | 0        | 0,23            |
| Pafos F.C. Chipre | Total club    | Total club    | 35    | 9     | 3      | 1                   | 0                   | 0                   | 0                          | 0                          | 0                          | 36       | 9        | 3        | 0,25            |
| Akritas Chlorakas Chipre |               |               |       |       |        |                     |                     |                     |                            |                            |                            |          |          |          |                 |
| 2.ª | 2022          | 12            | 7     | 0     | 0      | 0                   | 0                   | —                   | —                          | —                          | 12                         | 7        | 0        | 0,58     |                 |
| 1.ª | 2022-23       | 9             | 4     | 1     | 0      | 0                   | 0                   | —                   | —                          | —                          | 9                          | 4        | 1        | 0,44     |                 |
| Total club | Total club    | 21            | 11    | 1     | 0      | 0                   | 0                   | 0                   | 0                          | 0                          | 21                         | 11       | 1        | 0,52     |                 |
| Riga Letonia | 1.ª           | 2022          | 16    | 11    | 0      | 0                   | 0                   | 0                   | 4                          | 1                          | 0                          | 20       | 12       | 0        | 0,60            |
| Riga Letonia | Total club    | Total club    | 16    | 11    | 0      | 0                   | 0                   | 0                   | 4                          | 1                          | 0                          | 20       | 12       | 0        | 0,60            |
| Total carrera | Total carrera | Total carrera | 95    | 35    | 6      | 4                   | 0                   | 0                   | 7                          | 1                          | 0                          | 106      | 36       | 6        | 0,34            |
| (1) Incluye datos de la Copa Argentina, Copa de la Superliga y Copa de Chipre. (2) Incluye datos de la Copa Sudamericana y Liga Europa de la UEFA. (3) No incluye goles en partidos amistosos. |               |               |       |       |        |                     |                     |                     |                            |                            |                            |          |          |          |                 |

## Palmarés
| Título           | Equipo       | País      | Año     |
| ---------------- | ------------ | --------- | ------- |
| Primera División | Boca Juniors | Argentina | 2016-17 |

- Ascenso a Primera División con Akritas Chlorakas 2022

### Distinciones individuales
| Distinción                                                 | Año     |
| ---------------------------------------------------------- | ------- |
| Máximo goleador del Sudamericano Sub-20 (5 goles).         | 2017    |
| Máximo goleador del Torneo de Reserva (14 goles)           | 2017    |
| Máximo goleador de la UAE First Division League (26 goles) | 2023-24 |